# Nadagarodes sordida
Nadagarodes sordida är en fjärilsart som beskrevs av W. Warren 1896. Nadagarodes sordida ingår i släktet Nadagarodes och familjen mätare. Inga underarter finns listade i Catalogue of Life.